# Шанталий, Даниил Игоревич
Дании́л И́горевич Шантали́й (род. 25 мая 2004, Краснодар) — российский футболист, полузащитник клуба «Ростов».

## Биография
Родился в Краснодаре.
Воспитанник академии «Краснодара». Летом 2020 года перешёл в академию «Ростова».
31 мая 2021 года заключил первый профессиональный контракт с главной командой. 
В сезоне 2021/22 с молодёжной командой клуба стал серебряным призёром М-Лиги. 
В августе 2022 года занял 27-е место в рейтинге 50-и самых талантливых футболистов России.
Также сезоне 2023 становился бронзовым призёром Молодёжной футбольной лиги.
2 апреля 2024 года в матче Кубка России против «Химок» дебютировал в профессиональном футболе за «Ростов».
14 сентября 2024 года сыграл дебютный матч в чемпионате России против «Краснодара». 
В составе «Ростова» стал финалистом Кубка России 2024/25.

## Статистика выступлений
| Выступление      | Выступление       | Выступление      | Лига | Лига | Кубки | Кубки | Итого | Итого |
| Клуб             | Лига              | Сезон            | Игры | Голы | Игры  | Голы  | Игры  | Голы  |
| ---------------- | ----------------- | ---------------- | ---- | ---- | ----- | ----- | ----- | ----- |
| Ростов           | РПЛ               | 2023/24          | 0    | 0    | 2     | 0     | 2     | 0     |
| Ростов           | РПЛ               | 2024/25          | 12   | 0    | 8     | 0     | 20    | 0     |
| Ростов           | РПЛ               | 2025/26          | 2    | 0    | 1     | 0     | 3     | 0     |
| Ростов           | Итого             | Итого            | 14   | 0    | 11    | 0     | 25    | 0     |
| → Ростов-2       | Вторая лига («Б») | 2024             | 18   | 4    | —     | —     | 18    | 4     |
| → Ростов-2       | Итого             | Итого            | 18   | 4    | —     | —     | 18    | 4     |
| Всего за карьеру | Всего за карьеру  | Всего за карьеру | 32   | 4    | 11    | 0     | 43    | 4     |

## Достижения
«Ростов»
- Серебряный призёр М-Лиги: 2021/22
- Бронзовый призёр Молодёжной футбольной лиги: 2023
- Финалист Кубка России: 2024/25